# Mercato degli agricoltori

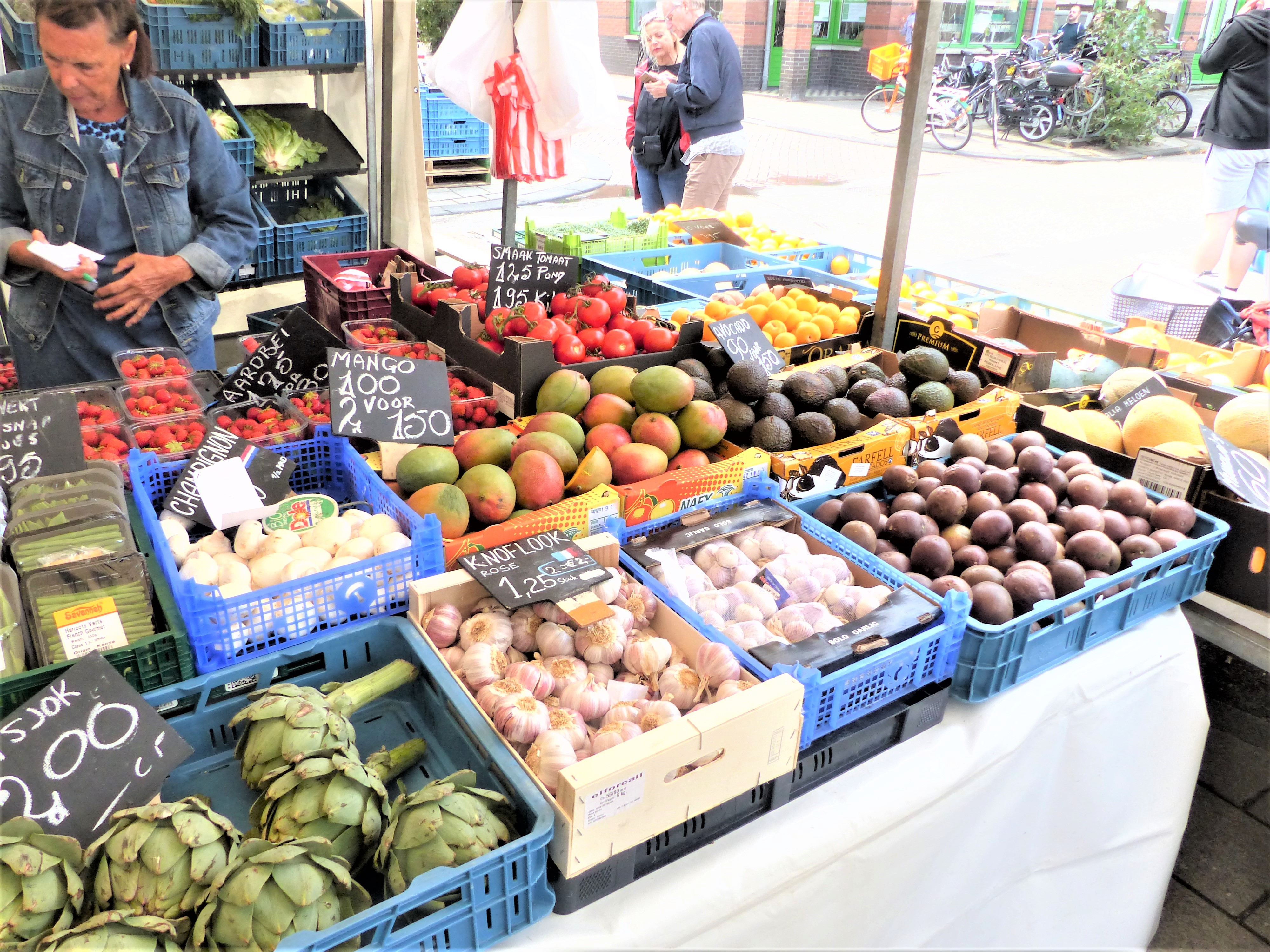
Un mercato dei contadini nel quartiere di Jordaan di Amsterdam (Paesi Bassi) in agosto.

Un mercato degli agricoltori o dei contadini o mercato contadino (in inglese farmers’ market) è un mercato che si tiene all'aperto a cadenza mensile, settimanale o giornaliera, dove gli agricoltori attuano la vendita diretta delle proprie produzioni. A partire dai primi anni duemila, in Italia, i mercati dei contadini si sono diffusi rapidamente seguendo la tendenza già in atto in Europa e ancor prima negli Stati Uniti. Si inseriscono nel quadro di iniziative che, in italiano, è comunemente chiamato filiera corta. Essi sono anche conosciuti come circuiti brevi di produzione-consumo o come network agroalimentari alternativi. Queste iniziative sono accomunate tra loro dalla creazione di scelte alternative alle modalità organizzative del sistema agroalimentare dominante. Quest'ultimo seguendo le logiche della globalizzazione si è orientato verso una decostruzione del territorio dei processi produttivi, portando ad una separazione tra i sistemi di consumo e di produzione.

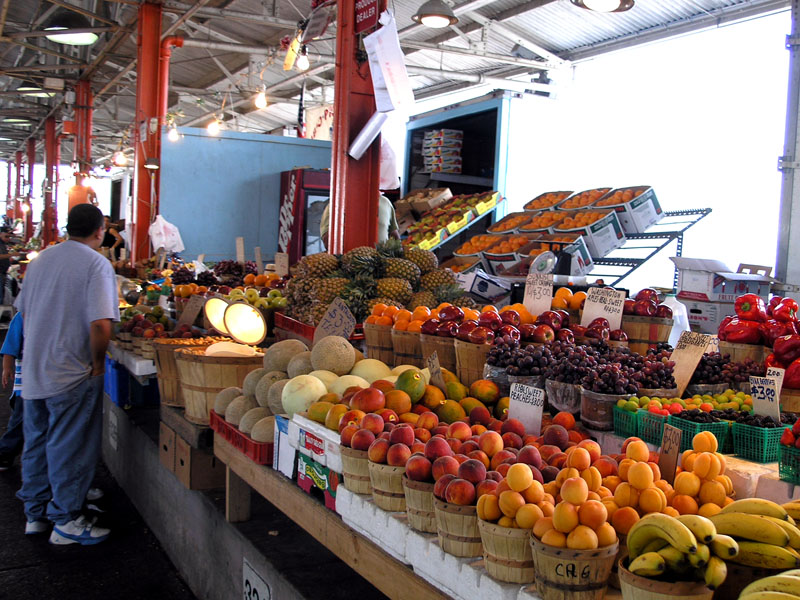
Un mercato dei contadini a Dallas, in Texas.

## Storia
La storia dei mercati contadini comincia durante l'inizio degli anni settanta del XX secolo, quando in vari Paesi occidentali, dagli USA all'Europa è cresciuta l'esigenza di una ricerca di vie alternative allo sviluppo dominante del sistema agroalimentare, per consentire la sopravvivenza di forme agricole di nicchia. Per questo motivo hanno preso vita le prime vendite dirette in forma collettiva promosse dai produttori stessi. Ma è soltanto a partire dagli anni novanta che queste esperienze hanno cominciato a diffondersi e costituire un fenomeno di circuito alternativo ai sistemi dominanti di produzione-consumo. Oggi i mercati dei contadini sono un metodo efficace di approvvigionamento sostenibile, per molte persone in diversi Paesi.

## Sviluppo geografico
Questa pratica ha iniziato a diffondersi in tutto il globo: dagli Stati Uniti, passando per l'Europa arrivando fino in Cina. In ogni Paese del mondo prende un nome differente e possono essere distinguibili per i metodi di gestione dei mercati stessi.  

### Europa

#### Francia
I mercati dei contadini nascono nel 1992 in Francia nel Dipartimento dell'Aveyron, assumendo diverse nomine legate a specifiche strategie di marketing. I produttori agricoli che vendono direttamente le proprie produzioni sono ammessi nei "Marché paysan", che nel corso del tempo, sono aumentati in modo esponenziale: nel 2007 se ne contavano 650 in tutto il Paese. Quando il coordinamento viene svolto dalle Chambres d'agriculture, che predispone una "Carta degli impegni" mentre l'organizzazione di questi mercati è invece affidata alla collettività locale o ad una associazione.

#### Germania
Anche in Germania il fenomeno dei "Bauern-markt" è abbastanza diffuso: la nazione infatti conta all'incirca 5.000 mercati sparsi su tutto il territorio nazionale. Tutti i mercati contadini tedeschi sono contrassegnati da un unico logo che ne garantisce la qualità e il rispetto delle norme. Una delle prime realtà nasce a Coburgo, in Baviera nel 1992. La regione tedesca che ha maggiormente sviluppato le potenzialità dei mercati contadini è la Baviera, dove dal 1994, ogni anno, gli operatori del settore, tengono una conferenza per concordare la gestione dei mercati contadini.

#### Irlanda
In Irlanda sono invece 129 i farmers' market attivi su scala nazionale, che possono essere classificati in base ai diversi metodi di gestione. Si distinguono in: 
- i mercati municipali, organizzati dagli enti locali;
- i mercati privati, gestiti da imprese private;
- i mercati dei commercianti, creati da commercianti;
- i mercati di paese, gestiti sotto il controllo dell'organizzazione Country market;
- i mercati diretti da cooperative o dalla comunità locale. A cavallo tra la fine del XIX secolo e l'inizio del XX secolo, hanno preso avvio anche mercati all'interno di centri commerciali che spesso vengono organizzati nei parcheggi dei supermercati in collaborazione con i produttori dei prodotti agricoli.[1]

### Cina
In Cina i farmers’ market prendono il nome di “wet market”. In questi mercati i produttori vendono in maniera diretta il loro prodotto. Il governo cinese sostiene in maniera diretta questo tipo di attività economica perché i wet market hanno un ruolo cruciale nella determinazione della sicurezza alimentare urbana. 
Questi mercati degli agricoltori offrono ai piccoli agricoltori locali la possibilità di vendere i loro prodotti all'interno della città, soddisfacendo la crescente domanda di cibo di alta qualità della classe media urbana. Molti di questi venditori di mercato operano nell'agricoltura sostenuta dalla comunità.
Dal 2010, i mercati dei contadini hanno iniziato a diffondersi anche in megalopoli quali Beijing e Shanghai.

### Stati Uniti d'America
I farmers’ market negli Stati Uniti sono diventati popolari in California negli anni novanta, e costituiscono oggi una realtà consolidata negli USA. I dati del Dipartimento dell'Agricoltura degli Stati Uniti (USDA) riportano la diffusione costante dei mercati degli agricoltori in tutta la nazione. Infatti sono stati censiti 4.385 mercati nel 2006, con una crescita pari al 150% dal 1994. 
Un'ulteriore indagine svolta dal Dipartimento dell'Agricoltura nel 2002 dimostra l'importanza che il fenomeno aveva assunto nel giro di pochi anni: già allora si stimava che all'incirca 66.700 agricoltori vendessero direttamente le proprie produzioni a 2.760.000 consumatori ogni settimana, con un fatturato di 888 milioni di dollari, e che ben 19.000 produttori utilizzassero tali mercati come canale esclusivo di commercializzazione. 
L'82% dei farmers' market è auto-finanziato direttamente dai produttori agricoli, il resto è supportato da enti vari, di natura locale, statale e federale, ma anche da organizzazioni no-profit o imprese private. Tutti i livelli di governo hanno presentato finanziamenti ai mercati degli agricoltori attraverso programmi come quello di assistenza nutrizionale supplementare, quello speciale per donne, neonati e bambini e il Senior Farmers 'Market Nutrition Program. I programmi stimolano principalmente gli acquisti nei mercati degli agricoltori da parte di residenti con fascia di reddito bassa. Gli esempi includono il programma di incentivi come il Fresh Checks a East Palo Alto, il Market Match a Los Angeles e spesso si basano in parte sul sostegno di organizzazioni non profit.

### Gran Bretagna
Qui il fenomeno dei farmers' market è più recente: il primo mercato fu inaugurato nel 1997. 
La nascita e la diffusione sempre maggiore dei mercati degli agricoltori è dovuta ad 
una serie di fattori, come ad esempio la crescente conoscenza dei consumatori, le lotte degli agricoltori inglesi e le preoccupazioni per la sicurezza e la qualità degli alimenti. 
La divulgazione di libri, articoli di riviste e programmi di cucina e giardinaggio ha influenzato la società inglese sulla preoccupazione dei consumatori per la preparazione e il consumo di cibo. Secondo i dati dell'Associazione Nazionale Vendita Diretta e Mercati dei Produttori (Farma), nel 2006, se ne contavano oltre 500, per un giro d'affari che superava i 360 milioni di sterline.
L'attività dei farmers' market è abbastanza seguita dai media e dall'opinione pubblica, infatti esiste un premio nazionale al miglior farmers' market dell'anno; il premio viene assegnato dalla Farma.

## Fiducia nel rapporto produttore-consumatore
Il mercato degli agricoltori è un nuovo modo di fare la spesa, dove il consumatore accede direttamente ai prodotti locali e ha la possibilità di interagire di persona con l'agricoltore che li coltiva. Questa tipologia di mercati risponde alla crescente domanda dei consumatori che chiedono qualità, affidabilità e prodotti naturali che rappresentino il territorio, il contatto diretto con i produttori: sono quindi una garanza di origine dei prodotti.

### Il valore della filiera corta
Con filiera corta si intende quell'insieme di pratiche di approvvigionamento che hanno l'obiettivo di ricostruire uno spazio di relazione diretta tra i produttori e i consumatori. Non solo si cerca di ridurre la distanza che i prodotti percorrono una volta che sono stati prodotti, ma il mercato degli agricoltori si basa soprattutto sulla volontà di creare interazione tra produttore e consumatore. Lo scambio di informazioni permette al consumatore di ottenere dettagli sui metodi di produzione, sulle caratteristiche del prodotto e di chi lo produce. Si viene quindi a creare un legame di fiducia tra i due poli della catena alimentare, produzione e consumo, attraverso un cambiamento nei metodi di vendita del prodotto.

## Certificazioni

### Normativa vigente
La normativa che disciplina l'attività dei farmer's market è stata introdotta il 20 novembre 2007 in Italia con il decreto del Ministero delle Politiche Agricole, Alimentari e Forestali, il quale stabilisce quali sono i requisiti e gli standard per la realizzazione di questi mercati. Il decreto poggia sui singoli Comuni, ai quali vengono attribuiti un gran numero di compiti relativi alle autorizzazioni, alla promozione e alla vigilanza dei mercati degli agricoltori. Alcuni Comuni, soprattutto quelli appartenenti a realtà di medie-grandi dimensioni, hanno scelto di rimandare direttamente agli agricoltori la definizione di regole, per esempio, per disciplinare e aderire al mercato o per regolamentare i prodotti a chilometro zero. Ciò ha fatto sì che il fenomeno in Italia si sviluppasse con sostanziali differenze a livello comunale o regionale. L'autonomia che contraddistingue la regolamentazione del mercato contadino implica anche una grande responsabilità: può determinare il successo o fallimento del progetto.
Prima del decreto del 2007, ci si riferiva alla legge n. 59 del 9 febbraio 1963, la quale tentava di semplificare e favorire il rapporto di vendita diretta tra produttori e consumatori, esonerando i contadini dall'obbligo di possedere una licenza di commercio finalizzata alla vendita al dettaglio. Solo nel 2007 viene introdotto il concetto di farmer's market, in quanto viene delineata una direttiva più precisa per la vendita diretta degli imprenditori agricoli.
Le condizioni a cui questi ultimi devono sottostare per poter partecipare al mercato sono: ubicazione dell'azienda agricola nel Comune o Regione del mercato, vendita solo dei propri prodotti o di quelli di aziende associate (anche in seguito a manipolazione e trasformazione), non essere stati condannati in materia di igiene-sanità o frode nei cinque anni precedenti e conformità al Pacchetto Igiene. Quest'ultimo è in vigore dal 1 gennaio 2006 e prevede che i prodotti siano forniti di etichetta in cui siano stati indicati luogo di provenienza e azienda produttrice, la quale deve possedere procedure permanenti basate sui processi di HACCP, una buona prassi igienica e di produzione.
Inoltre, il 1 marzo 2010 è entrato in vigore il DDL che ha l'obbiettivo di valorizzare i prodotti agricoli di qualità provenienti dalla cosiddetta filiera corta. Per farlo è necessario definire i requisiti relativi al legame con il territorio di produzione (vendita, trasparenza dei prezzi, sicurezza ed igiene alimentare, tracciabilità dei prodotti agricoli e percorso chilometrico), ampliare la conoscenza di questo tipo di mercati, cercando di incentivare anche a livello amministrativo queste pratiche.

### Sistemi di garanzia partecipativa
I Sistemi di Garanzia Partecipativa (in inglese Participatory Guarantee Systems, acronomico PGS) hanno l'obiettivo di favorire l'aggregazione delle imprese sociali, basandosi su relazioni e identità comunitarie nate nell'ambito della filiera corta. L'idea è quella di creare dei processi sociali innovativi che favoriscano una produzione sostenibile in ambito sociale, economico, ambientale ed ecologico. Questo perché secondo gli imprenditori sono necessarie delle certificazioni per vendere sul mercato, ma queste spesso sono troppo costose per gli agricoltori. Ecco il motivo per cui si cerca di creare un nuovo sistema di certificazione, basato sulla fiducia e l'orizzontalità tra produttori e consumatori.

#### Il caso italiano e la "certificazione partecipata"
La costruzione di questo modello di certificazione si è sviluppato in Italia, a partire dal 2010 nell'ambito della Rete di Economia Solidale (RES). Nel 2010, durante il Convegno Nazionale "Territori in movimento" si è creato uno specifico gruppo di lavoro riguardante il tema dei Sistemi di Garanzia Partecipativa. Si è posta l'attenzione sulla rete di relazione tra consumatori responsabili e produttori consapevoli come spinta per creare nuovi percorsi di Sistemi di Garanzia Partecipativa. Gli imprenditori agricoli hanno iniziato a lavorare sulla costituzione di una "certificazione partecipata", il cui obbiettivo è approfondire dinamiche e principi di questo tema. 
Le prime esperienze di PGS in Italia, e anche quelle più significative, sono il percorso "C'è campo" in Lombardia, l'esperienza dell'Associazione "Campi Aperti" con la campagna Genuino Clandestino a Bologna, il progetto della Toscana e l'esperienza portata avanti dall'Associazione "CortoCircuito Flegreo" in Campania.

##### C'è campo
Il percorso lombardo, concretizzatosi con il marchio "C'è campo", è stato avviato nel 2012, dai Distretti di Economia Solidale (DES), L'isola che c'è (DES Como), DES VA (Varese) e DES Brianza. Le prime aree che sono state coinvolte nel progetto sono state le provincie di Como, Varese e Monza-Brianza, ma partire dal 2015, partecipano alle attività anche in Parco Sud di Milano, la val Camonica, Mercato e Cittadinanza di Bergamo e la Valtellina mentre l'Associazione Italiana Agricoltura biologica Lombardia e l'Università di Bergamo sostengono il processo partecipato. 
Durante la creazione del progetto è stato definito un percorso specifico, deciso e concordato con i partecipanti all'iniziativa. Si sono formati dei "Comitati Locali" in ogni territorio, il cui obbiettivo era diffondere consapevolezza sui principi condivisi e gli aspetti tecnici della produzione biologica, al fine di definire i protocolli che hanno così creato il primo PGS in Lombardia.  Si è creato uno specifico logo di riconoscimento, che permette di avere una garanzia della qualità dei prodotti e nel quale tutti i partecipanti possono riconoscersi. 

##### Associazione Campi Aperti - Genuino Clandestino
A Bologna si è sviluppata l'attività della campagna Genuino Clandestino, iniziativa promossa dall'Associazione Campi Aperti (CA), esistente dal 2001 ma costituita formalmente nel 2010. I soci dell'associazione sono circa 200, di cui 80 produttori, che aderiscono alla Carta dei Principi, la quale si basa sulle dinamiche della relazione tra produttore e consumatore. Solo coloro che hanno sottoscritto questo documento possono partecipare ai cinque mercati settimanali organizzati a Bologna.
I produttori che vogliono entrare a far parte di questo sistema devono rendersi disponibili per una visita ai luoghi di produzione da parte di tutti gli appartenenti all'associazione interessati, soprattutto i produttori dello stesso genere di prodotto. In questa prima fase ci si inizia a conoscere, al fine di valutare l'affidabilità e la competenza del produttore, tramite la percezione umana; si vuole capire se c'è la possibilità di costruire un rapporto di fiducia reciproco. In seguito vengono analizzati i prodotti stessi, che devono essere in linea con i requisiti della produzione biologica. I prezzi di vendita vengono decisi insieme dai produttori che definiscono un possibile range di variazione del prezzo entro cui è possibile vendere un prodotto. L'Associazione non riceve nessun finanziamento, pubblico o privato, ma riscuote da ogni produttore il 4% dell'incasso mensile che ha ricavato dalla vendita ai mercati.
Dal 2010 l'Associazione si fa promotrice della campagna nazionale Genuino Clandestino, che è nata a Bologna, con lo scopo di denunciare un insieme di norme ingiuste e ridare dignità e valore al mondo contadino, proponendo alternative concrete al sistema capitalista vigente.  

##### PGS della Regione Toscana
Tutto è nato, nel 2010, a partire dall'ASCI Toscana (Associazione Solidarietà Contadina Italiana). Un altro promotore è l'Associazione fiorentina La Fierucola che, dal 1984, organizza mercati contadini. Il progetto viene autogestito da produttori, consumatori e parti interessate che vi aderiscono. Il sistema di formazione della credibilità, per instaurare un rapporto di fiducia, è la base dell'iniziativa, che può essere definita come un'attività di rete a scala locale. Anche questo percorso è nato dalla convinzione, da parte degli imprenditori agricoli, che le normative che garantiscono la qualità di non prodotto non fossero adeguate.
Il sistema di garanzia toscano raggruppa alcune zone della Toscana: Casentino, Mugello, Chianti Fiorentino, Valdesa e Chianti Senese e le aziende agricole che aderiscono alla certificazione partecipativa sono 20. 

##### Associazione Corto Circuito Flegreo
L'esperienza di PGS della Regione Campania nasce a partire dall'Associazione Corto Circuito Flegreo, nata nel 2011. Si autodefinisce un "attore sociale e promotore di servizi, cultura e sviluppo". I soci dell'associazione sono più di 220, di cui 40 tra produttori e artigiani; gli altri sono tutti soci consumatori. La dinamica è quella della fiducia reciproca. Ogni terza domenica del mese si tiene il mercato contadino ed artigiano organizzato dall'Associazione, che è anche promotrice del Gruppo di acquisto solidale. Corto Circuito Flegreo ha come uno degli obbiettivi principali quello di autofinanziarsi, infatti si organizza e gestisce in modo autonomo e non riceve alcun tipo di finanziamento. 
A garanzia dei partecipanti è stato realizzato un logo che può essere usato dai produttori che aderiscono all'associazione.